# Islingeviken

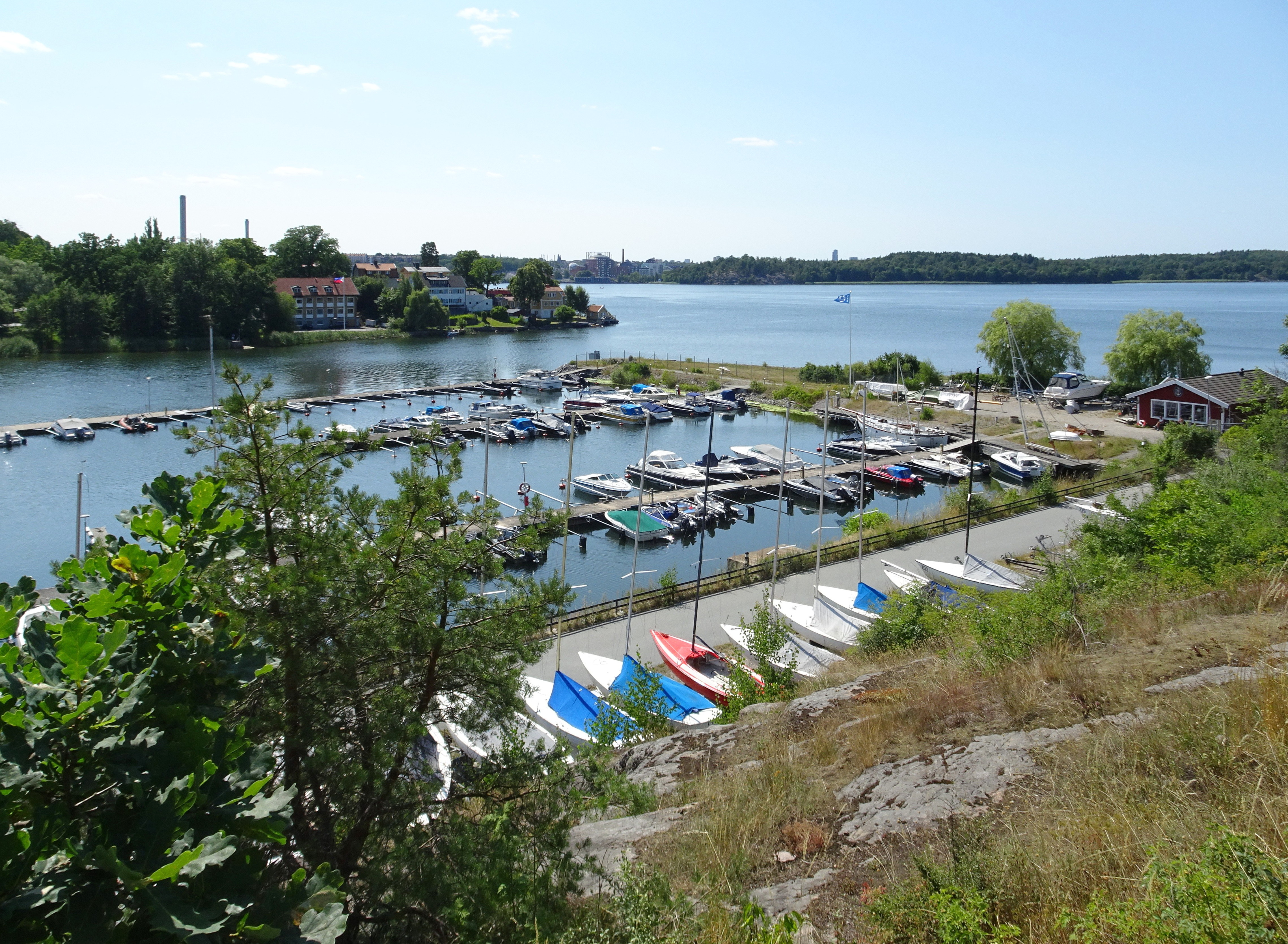
Islingeviken mot sydväst, juli 2021.

Islingeviken är en vik av Lilla Värtan i kommundelen Islinge i Lidingö kommun.

## Beskrivning

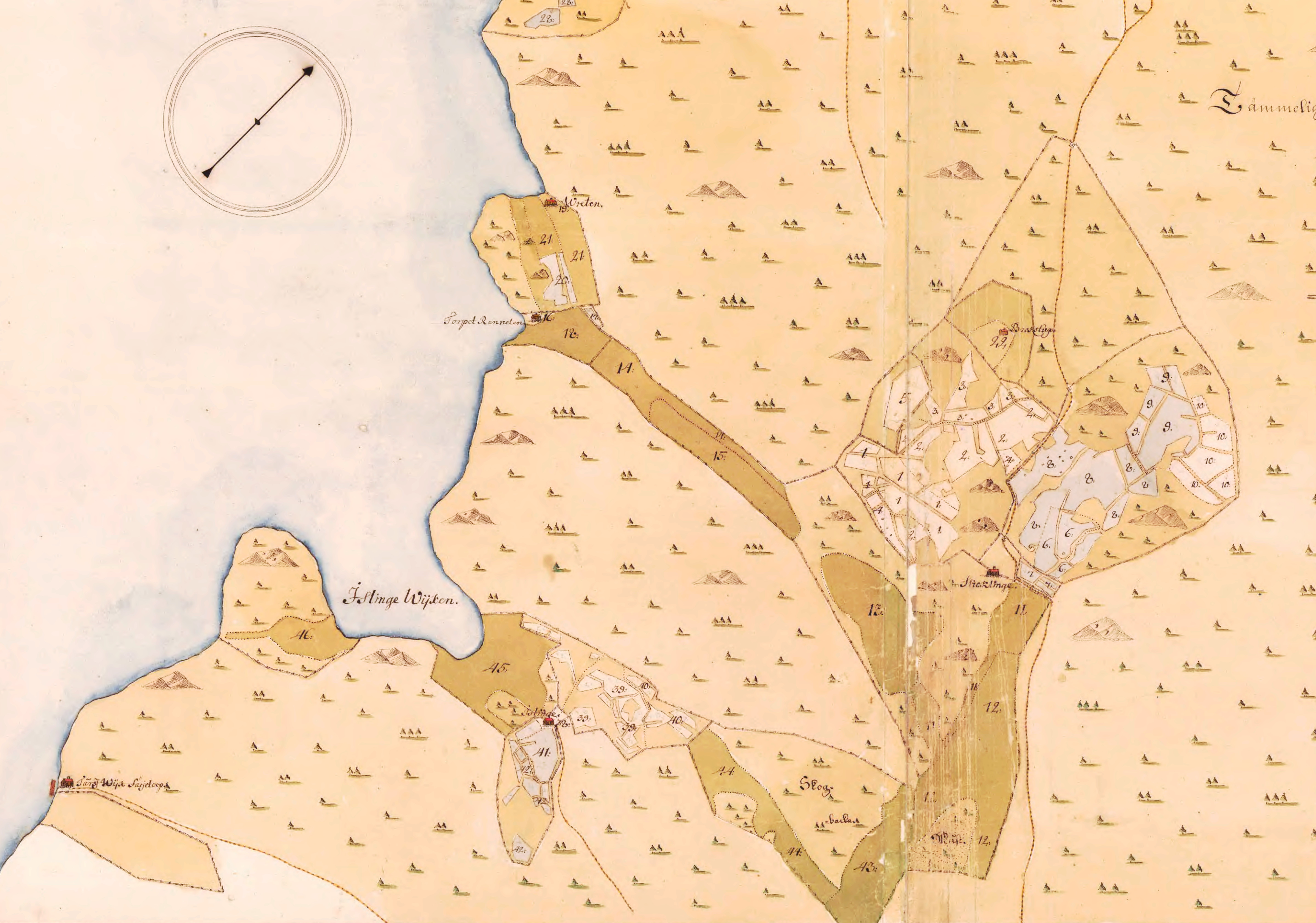
"Islinge Wÿken" på Lars Kietzlinghs karta över Sticklinge och Islinge från 1720.

Viken har sitt namn efter Islinge gård och redovisas redan 1720 på kartografen Lars Kietzlinghs Geometrisk Charta öfwer Sticklinge, Tÿcketorp och Islinge. Islingeviken är en del av Lilla Värtan som i sin tur är en fjärd av Östersjön i Stockholms inre skärgård. Maximala vattendjupet i viken är mellan sex och tio meter.
I Islingevikens innersta del finns småbåtshamn med Torsviks båtklubb, OKQ8 bensinstation för både bilar och båtar samt tennisbanor. Hamnområdet skyddas av en pir som skapades i etapper på 1960- och 1980-talen. Kring sekelskiftet 1900 låg här Islinge Kolförädlingsverk som anlades av bergsingenjören Carl Gustaf Dahlerus (dåvarande ägaren av Islinge gård). I verket brändes kolstybb till koks i trettio stora ugnar. Koksen såldes som gjut-, smides- och kaminkoks. Efter några år utvidgades verksamheten med ett destillationsverk för brännoljor vars slutprodukt blev bensin. 
Lite längre norrut, på gränsen till Sticklinge, ligger anrika Lidingövarvet som flyttade hit 1919. På varvet tillverkades bland annat Ivar Kreugers legendariska motorbåt M/Y Svalan och den "rostfria" racerbåten Silverkulan RRNJ.
Längs med Islingevikens sydöstra strand, dagens Islinge Hamnväg, gick Norra Lidingöbanan mellan 1907 och 1971. På den lilla halvön som begränsar viken mot sydväst ligger Filippinernas ambassad i Stockholm, adress Grenstigen 2A.

## Bilder

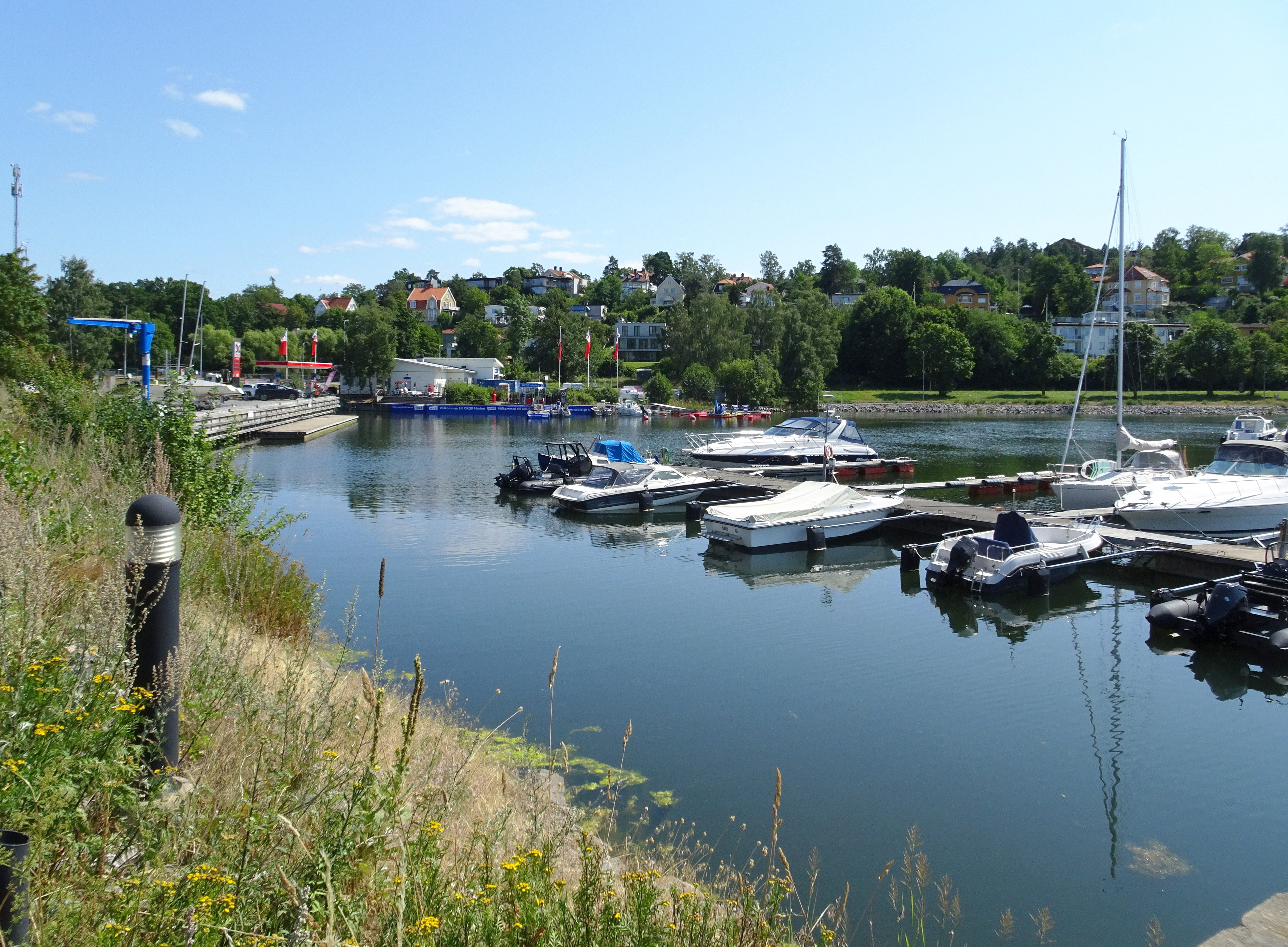
Islingevikens innersta del.
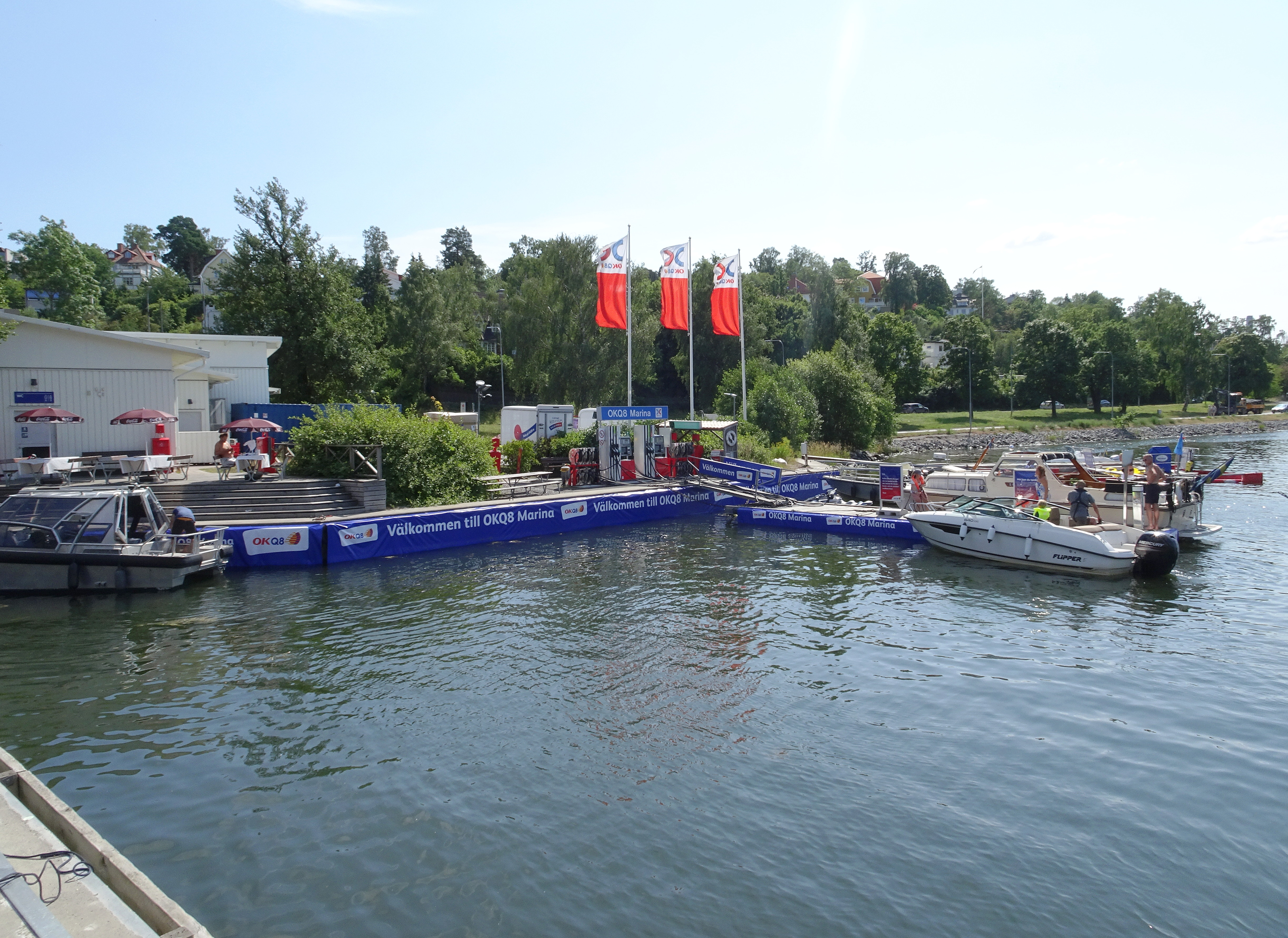
OKQ8:s marina.
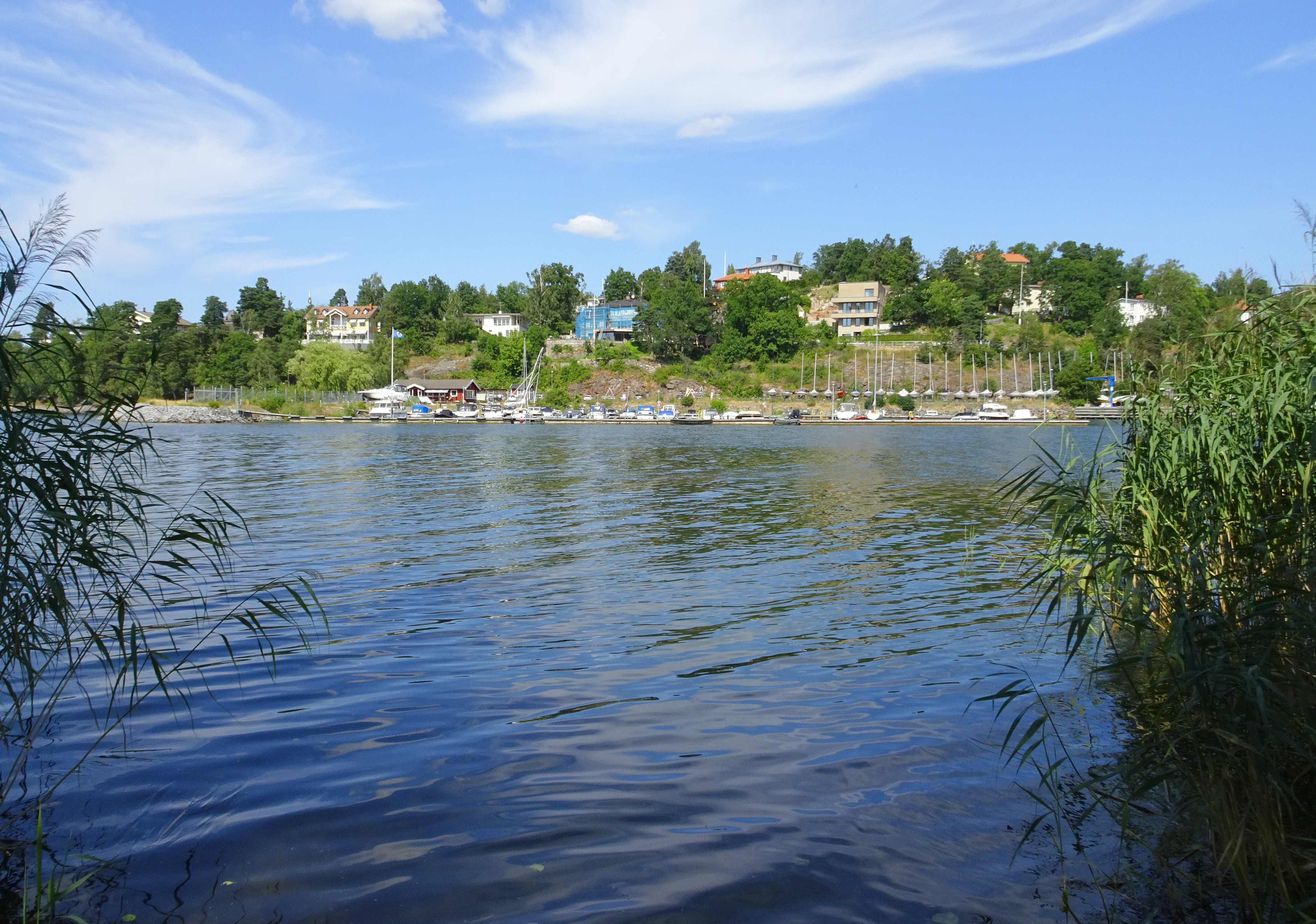
Islinge bostadsområde, vy över Islingeviken
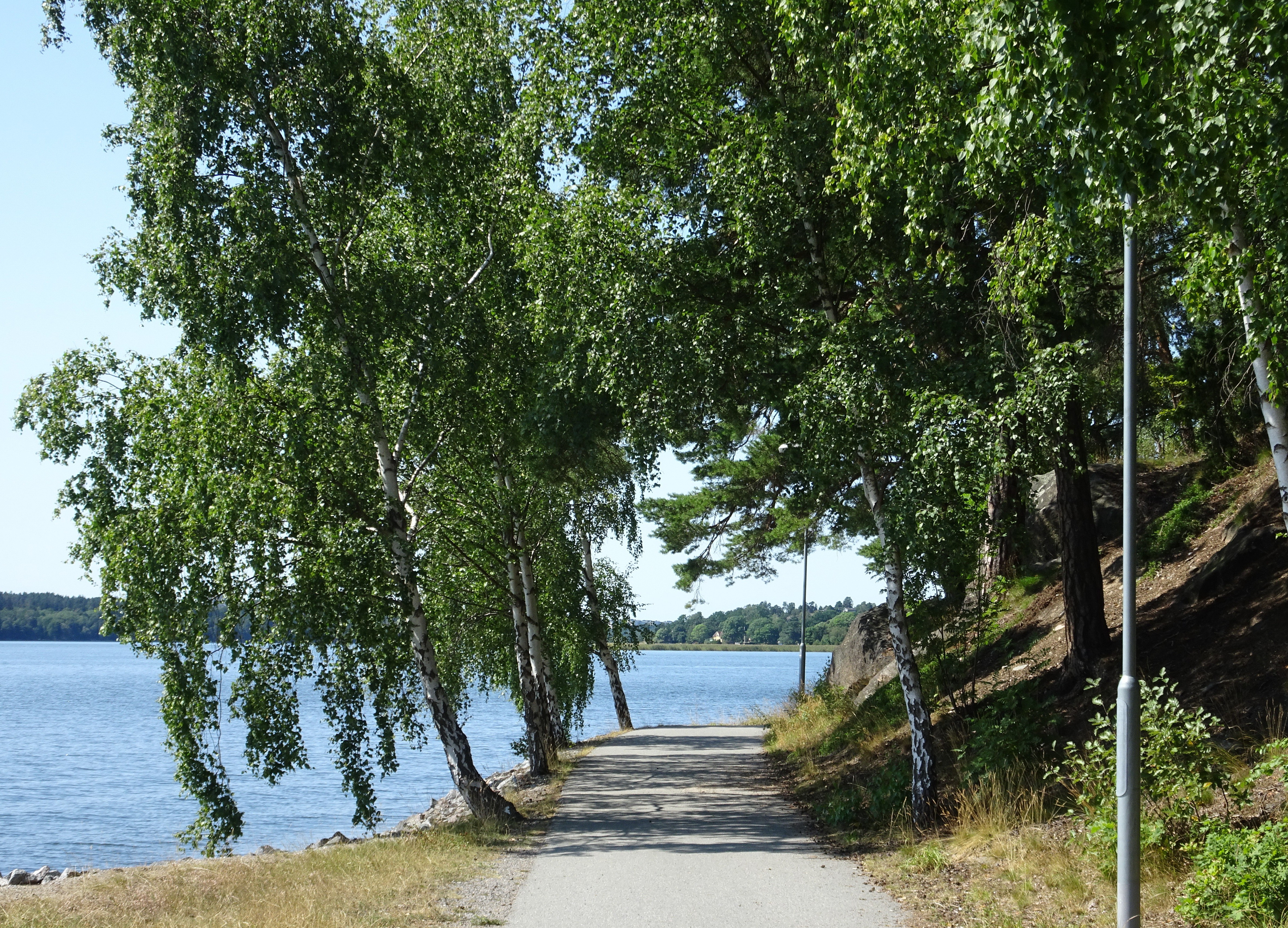
Strandpromenad längs Islingeviken, vy mot norr.
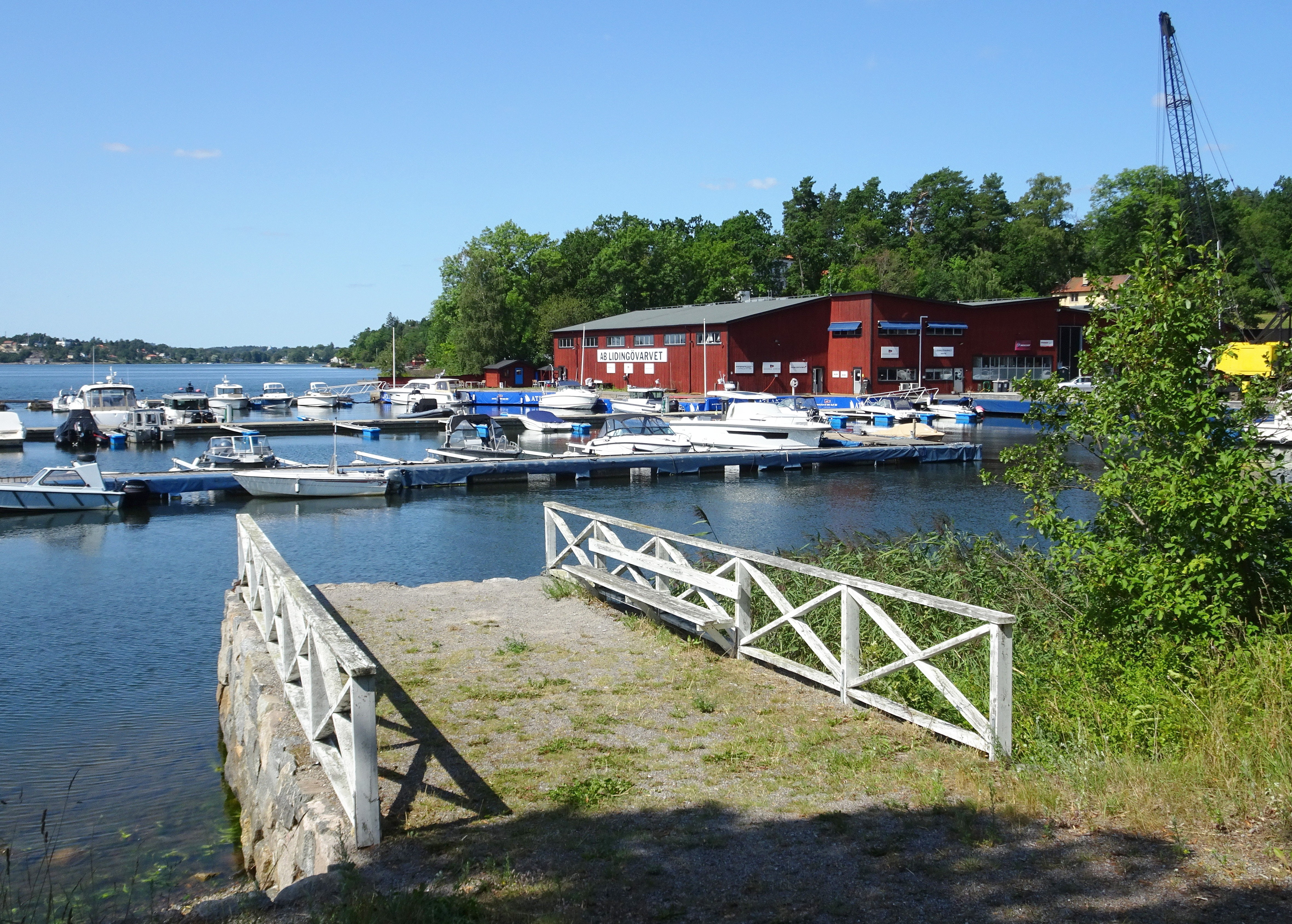
Lidingövarvet och Villa Constantias gamla brygga.